# Adolf Glinger
Adolf Glinger (* 13. August 1873 als Adolf Hardeheimer in Budapest, Österreich-Ungarn; † 30. April 1944 in Wien) war ein österreichischer Possen- und Jargonautor sowie Schauspieler. Gemeinsam mit Otto Taussig verfasste er dutzende Stücke für das Budapester Orpheum in Wien.

## Leben und Wirken
Adolf Glinger erhielt in Budapest eine Schauspielausbildung und trat in der Folge vornehmlich an Bühnen auf, die jiddische Jargonpossen spielten. Sein Debüt gab er im Etablissement Folies Caprices in Budapest. Später ging er nach Wien, wo er am Budapester Orpheum engagiert wurde. Dort gab er Auftritte mit der Gesangskomikerin und Sängerin Risa Bastée, die er später heiratete.
Ab 1905 verfasste er gemeinsam mit Otto Taussig dutzende Possen- und Jargonstücke, die an Bühnen in Wien, Budapest, Prag und Bukarest erfolgreich aufgeführt wurden. Neben Taussig und Louis Taufstein war er von 1899 bis 1916 einer der Hausautoren der Budapester Orpheumgesellschaft. In den 20er-Jahren war er erneut Hausautor bei einer der Nachfolgegesellschaften der Budapester, der Rolandbühne, die sich später in Theater der Komiker umbenannte. An diesen Bühnen traten häufig Sándor Rott, Armin Berg, Siggi Hofer, Hans Moser und Armin Springer in seinen Stücken auf, wobei Glinger häufig auch selbst mitspielte – mitunter auch in anderen Stücken, wie etwa der legendären Klabriaspartie, die nicht nur in Wien über tausendfach aufgeführt wurde.
Anton Kuh beschrieb den Schauspieler Glinger als „Stier im Porzellanladen, wuchtig-ordinär, unerhört naiv in seiner Unfähigkeit, Gemütsaufwallungen zu verbergen, von einer Übertriebenheit, die es gestattet, die Sensibilität eines Mustangs wahrzunehmen.“ Er wurde am Wiener Zentralfriedhof bestattet. Das Grab ist bereits aufgelassen.

## Werke
Folgend eine Auswahl von Bühnenstücken, die er allesamt gemeinsam mit Otto Taussig geschrieben hat:
| Bühnenstücke: - 1903: Pollak aus Gaya (mit Otto Taussig) - 1904: Delogiert (mit O.T.) - 1904: Eine Kinderei (mit O.T.) - 1905: Im Römerbad (mit O.T.) - 1905: Aftermieter (mit O.T.) - 1905: Der blaue Fleck (mit O.T.) - 1905: Der Fall Windl (mit O.T.) - 1905: Herkulestropfen (mit O.T.) - 1905: So wird's gemacht (mit O.T.) - 1905: Eine Juxheirat im Hause Goldberg (mit O.T.) - 1906: Drei Nummern (mit O.T.) - 1906: Kuckuckseier (mit O.T.) - 1906: Zur Hebung der Sittlichkeit (mit O.T.) - 1907: Das intime Cabaret (mit O.T.) - 1907: Die Tafelrunde auf der Eulenburg (mit O.T.) - 1907: Er will nicht! (mit O.T.) - 1907: Leopoldstädter Schattenspiele oder Ein anständiger Mensch (mit O.T.) - 1907: Leopoldstädter Schattenspiele oder Mutter! (mit O.T.) - 1907: Leopoldstädter Schattenspiele oder Nackte Thatsachen (mit O.T.) - 1908: Der Mann mit den eineinhalb Frauen (mit O.T.) - 1908: Ein lediger Ehemann (mit O.T.) - 1908: Optische Täuschung (mit O.T.) - 1908: Simson der Schwache (mit O.T.) - 1908: Der gefangene Igel (mit O.T.) - 1908: Eine feine Familie (mit O.T.) - 1908: Im Lokalzug Wien-Baden (mit O.T.) - 1908: Eine Maskensoiree bei Pischeles (mit O.T.), Musik: Karl Recher - 1909: Der Doppelgänger (mit O.T.) - 1909: Der schwarze Schimmel (mit O.T.) - 1909: Die Spanische Wand (mit O.T.) - 1909: Floh's Seitensprünge (mit O.T.) - 1909: Zwischen zwei Grenzen (mit O.T.) - 1910: Auf der Alm da gibt's ka Sünd'! (mit O.T.) - 1910: Beim Amtsgericht (Bezirksgericht) (mit O.T.) - 1910: Der Graf von Lundenburg (Der Befähigungsnachweis) (mit O.T.) | - 1910: Er hält sich zurück! (mit O.T.) - 1910: Zahn um Zahn (mit O.T.) - 1910: Waffenübung (mit O.T.) - 1911: Alles ist schon dagewesen! (mit O.T.) - 1911: Das Liebesnest (mit O.T.) - 1911: Der gefangene Igel (mit O.T.) - 1911: Der Polizeihund (mit O.T.) - 1911: Die keusche Johanna! (mit O.T.) - 1911: Er kommt nicht dazu (mit O.T.) - 1911: Sein letzter Wille! (mit O.T.) - 1911: Sylvester an der Grenze (mit O.T.) - 1912: Asyl für Obdachlose (mit O.T.) - 1912: Der Eintagsgatte (mit O.T.) - 1912: Der große Dalles (mit O.T.) - 1912: Der rote Bernhard (mit O.T.) - 1912: Der vorsichtige Ehemann (mit O.T.) - 1912: Die fünf Frankfurterischen (mit O.T.) - 1912: Five o'clock tea bei Löwy (mit O.T.) - 1912: Fräulein Oskar (mit O.T.) - 1912: Oblatts Frauen (mit O.T.) - 1912: Sein Pseudonym (mit O.T.) - 1912: Unsere Grenzsoldaten (mit O.T.) - 1913: Das geteilte Kabinett (mit O.T.) - 1913: Das letzte Leintuch (mit O.T.) - 1913: Der selige Theodor (mit O.T.) - 1913: Pfeifendeckel (mit O.T.) - 1913: Versicherung gegen Ehebruch (mit O.T.) - 1914: Der erste Schuss (mit O.T.) - 1914: Der zuckersüße Oppenheim (mit O.T.) - 1914: Getrennte Schlafzimmer (mit O.T.) - 1914: Was mach ich mit Lola (mit O.T.) - 1915: Das Paradiesbett (mit O.T.) - 1915: Der Einbrecher (mit O.T.) - 1921: Das Vorstadtmädel (mit Otto Hein und Otto Taussig), Musik: Robert Stolz |